# Bernard Capo
 (janvier 2019).
Si vous disposez d'ouvrages ou d'articles de référence ou si vous connaissez des sites web de qualité traitant du thème abordé ici, merci de compléter l'article en donnant les références utiles à sa vérifiabilité et en les liant à la section « Notes et références ».
Pour les articles homonymes, voir Capo.
Bernard Capo, né en 1950 à Bourges (Cher), est un auteur de bande dessinée français.

## Biographie
Né à Bourges en 1950 de mère allemande et de père espagnol, Bernard Capo exerce d'abord dans la chanson, qu'il défend pendant plusieurs années en tant qu'auteur-compositeur-interprète. Entre des dizaines de récitals, il participe en 1977 au premier Printemps de Bourges.
À la fin des années 1980, il publie ses premières planches dans le fanzine de l'Abédécé, association qu'il crée pour promouvoir la bande dessinée au niveau local. On y découvre les prémices du premier épisode des Aventures de Loïc Francœur, qui paraît en feuilleton quotidien dans le journal régional La Nouvelle République du Centre-Ouest. Repris dans le journal Tintin, Le Roi de Cœur a pour cadre Bourges et ses souterrains. Son héros connaît cinq autres aventures publiées par les éditions du Lombard.
Bernard Capo produit de nombreux ouvrages didactiques : Les Grandes Heures de Bourges, Le Rendez-vous de Noirlac, L'Horloge Astronomique, Les Marchés de France, Les Hospitaliers de Malte, Avec Charette, L'Esprit Banque Populaire. Avec d'autres albums, il s'adonne à l'humour : La CCI a disparu, Bourges s'éclate au Printemps, Dédérisson, etc.
Tout à la fois bédéiste, caricaturiste et dessinateur de presse, il publie affiches, cartes postales et illustrations de toutes sortes. On lui doit aussi seize grands panneaux décorant le pont de la rocade sud de Bourges et une fresque géante pour Val-de-Berry. Après deux albums, Les Teutoniques, scénarisés par Rodolphe pour les éditions Hors Collection, Bernard Capo dessine les cinq albums de la série Tombelaine (Casterman) écrite par Gilles Chaillet, ayant pour cadre la Chine de 1900. C'est avec la collaboration de Daniel Bardet qu'il se lance en 2006 dans l'adaptation des Misérables de Victor Hugo pour les éditions Glénat, mise en couleurs par Arnaud Boutle. Les planches originales sont exposées en 2012 au musée Victor-Hugo.
Fin 2011, avec l'accord d'Agathe Corre-Rivière, petite-nièce d'Alain-Fournier, Bernard Capo livre son adaptation du roman Le Grand Meaulnes. On y retrouve les campagnes françaises d'avant la Première Guerre mondiale par les dessins de l'école, du village, ou encore du château d'Yvonne de Galais.
En 2013, Bernard Capo propose le récit de Monsieur Bascoulard, clochard-artiste de Bourges, dans une biographie romancée situé entre 1930 et 1980, puis l'histoire du franciscain de Bourges, soldat allemand, infirmier à la prison du Bordiot entre 1942 et 1944.
En 2015, Bernard Capo inaugure une bibliothèque portant son nom dans la commune de Morthomiers, dans le Cher.
en 2021, création d'une fresque sur le mur du siège social de Val de Berry à Bourges

## Œuvres
- Les Forçats de la B.D. Lanester 83, collectif, Les Trois Rivières, 1983
- Les Ggniaffrons, collectif, Les Trois Rivières, 1984
- Augsbourg, 2000 ans d'histoire, Mairie de Bourges, 1987
- La CCI a disparu !, Chambre de commerce et d'industrie du Cher, 1988
- Les Grandes Heures de Bourges, PromoCher, 1989 ; Cador Production, 2000 ; A à Z Patrimoine, 2005 ; Bulleberry, 2015
- Les Marchés de France, Fédération Nationale des Syndicats des Commerçants Non Sédentaires, 1990 ; A à Z Patrimoine, 2006
- Enquête à Magny-Cours, production Philippe Sinault, 1990
- Le Rendez-Vous de Noirlac, PromoCher, 1992
- La pendule de Chârost, texte de Marie-Thérèse Chabin, Mairie de Chârost, 1993
- L'horloge astronomique de Bourges. Histoire d'une réhabilitation, EDF-GDF Services Cher en Berry, 1994
- Bourges s'éclate au printemps, Office de Tourisme de Bourges, 1994
- Les aventures routières de Dédérisson, Direction départementale de l’Équipement du Cher, 1995
- Avec Charette, scénario Guy Lehideux, Éditions du Triomphe, 1996
- Les Hospitaliers de Malte, scénario de Gilles d'Aubigny, Œuvres hospitalières françaises de l'Ordre de Malte, 1999 ; version italienne (Gli Ospitalieri di Malta), 2010 ; version anglaise (The Hospitalers of Malta), 2010
- L'Esprit Banque Populaire, scénario de Pierre Dottelonde, couleurs Antoine Brunet, Cliomédia, 2005- nouvelle édition, H/I/S 202
- Les Aventures de Loïc Francœur, Le Lombard

1. Le Roi de Cœur, 1988 : Prix BEDESUP du meilleur premier album, Prix littéraire de la Ville de Bourges 1988
2. Le Monstre du Youdig, 1989
3. Les Deux Soleils de Rhodes, 1990
4. Quatre joyaux pour un Fantôme, 1991
5. Tin-Hinan, 1992
6. La Nuit de Saint-Avel, 1994
7. Toutou Song, A à Z Patrimoine, 2007
8. Énigme à Bourges- le Roi de Cœur (couleurs Curd Ridel) éditions Bulleberry 2022

- Les Teutoniques, scénario de Rodolphe

1. Dans l'Ombre des Forêts Noires, Le Téméraire, 1999 ; Hors Collection, 2001
2. Le Premier Cercle de l'Enfer, Hors Collection, 2001

- Tombelaine, scénario de Gilles Chaillet, Casterman

1. Le Réveil du Dragon, 2001
2. Cris de Guerre, 2002
3. De Sueur et de Sang, 2003
4. Le Masque du Bouddha, 2004
5. Trahison, 2005
6. Tombelaine. L'intégrale, 2010

- Les Misérables I et II, adaptation de Daniel Bardet et Bernard Capo, Adonis - Glénat, 2008 ; France-Loisirs, 2016 ; Glénat 2020
- Créatures d'Ouessant, collectif, sur une idée de Catherine et André Garreau, Spootnik, 2009
- Une MacStory française, collectif, Cliomédia, 2009
- Le Grand Meaulnes, d'après le roman d'Alain-Fournier, préface d'Agathe Corre-Rivière, couleurs de Marie-Paule Alluard, Casterman, 2011 ; Bulleberry, 2017
- Le Syndrome Carhaix, scénario d'Allan Toriel, Éditions Jos, 2012
- Cette Histoire qui a fait Sélestat, collectif, Éditions du Signe, 2013
- Monsieur Bascoulard, Bulleberry, 2013
- À l'heure du Locle, collectif, Ville du Locle, Suisse, 2014
- Quincy va la vie, Syndicat viticole de Quincy, 2016
- Les très riches vies du duc Jean de Berry, texte de Bernard Brossard, Amis de la cathédrale de Bourges, 2016
- Le Saint & l'Assassin. Le franciscain de Bourges vs Paoli. Destins croisés, préface d'Alain Rafesthain, BulleBerry, 2017- Prix de la Ville de Bourges 2024
- Moi Jacques Cœur, préface de Jean-Christophe Rufin de l'Académie française, couleurs de Curd Ridel, Bulleberry, 2019
- Signé Alain-Fournier, préface de Patrick Martinat, 2020 (Prix de la Ville de Bourges 2020)
- Jean Sautivet, l’hôte de George Sand, préfaces de Georges Buisson et Mic Baudimant, dossier J.Jacques Smith, BulleBerry 2021
- Le Fantôme des Stuarts, éditions Mairie Aubigny-sur-Nère 2023
- Catherine B, une Berrichonne au bagne de la Nouvelle, préface de Michel Pinglaut, éditions Bulleberry 2023
- Auguste Borget, le tour du monde d’un peintre berrichon au XIXè siècle, Éditions BulleBerry 2024

## Discographie
- Chansons pour occuper un petit bout de votre vie, 33 tours, 1981
- Je Jubile !, disque compact, 2000
- L'homme qui s'en va, disque compact, 2003

Romans
Marche ou (c)rêve, trois Berrichons dans l'enfer des Causses, JPS Éditions 2018
Les Fantômes de Chazelles-sur-Lyon, un Berrichon dans les Monts du Lyonnais, éditions Bulleberry 2021
Deux Berrichons au kibboutz 1972 1973, Éditions Bulleberry 2024